# 人類世
人類世（英文：Anthropocene）又称人新世，是一個尚未被正式認可的地質概念，用以描述地球最晚近的地質年代。人類世並沒有準確的開始年份，可能是由18世紀末人類活動對氣候及生態系統造成全球性影響開始。這個日子正與詹姆斯·瓦特（James Watt）於1784年改良蒸汽機吻合。一些學者例如威廉·拉迪曼則將人類世拉到更早的時期，例如人類開始務農的時期。
人类世工作组则建议将1945年7月16日人类首次进行原子弹测试的时间定为人类世的开始。2019年5月21日，國際地層委員會（ICS）旗下的人類世工作組以29票贊成，4票反對，通過20世紀中葉開始為人類世，但目前尚待國際地層委員會確認。 
2024年3月，國際地質科學聯合會以12比4（2票棄權）否決了人類世提案。

## 詞源
人類世是由1995年諾貝爾獎得主，荷蘭大氣化學家保羅·克魯岑（Paul Crutzen）於2000年提出。他認為人類活動對地球的影響足以成立一個新的地質時代。於2008年，Jan Zalasiewicz認為已正式進入了人類世。
另外也有一些與人類世相似的名詞，都是指現今衰減的生物多樣性及生態系統，和由人類所開創的地質時代。

## 定義
雖然大部環境轉變都是工業革命的直接後果，威廉·拉迪曼卻認為人類世應可追溯至8000年前人類務農開始。當時，人類分散在各大洲，而正值新石器革命。農業及畜牧業補助或取代了狩獵收集者的生存方式，緊隨的正是一波波的滅絕事件，由大型的哺乳動物至陸上鳥類。其直接成因是人類的活動（如獵殺）所影響，間接地是因將土地改為農地所致。
地質學家也將這段時期稱為全新世。當時人口較低，活動也較沉寂。但無論如何，很多現今影響著環境的活動都是始於當時的。

## 人類影響

地球夜間的衛星影像（NASA / Suomi NPP, 2016年）

人類活動的一個明顯地質訊號就是大氣中二氧化碳的含量上升。在過去幾百萬年間的冰河時期及間冰期循環，二氧化碳的含量由約180-280ppm之間變化。於2006年，人為的二氧化碳排放量就由280ppm增至多於383ppm。增長速度明顯的加快，遠超於以往的情況。二氧化碳含量增長的原因是化石燃料的燃燒，如煤、原油及天然氣，水泥生產及土地用途改變也有較少量的影響。

### 較早的人類世
威廉·拉迪曼指人類世並非於工業時代開始，而是更早的8000年前，由原始農夫清除森林來種植開始。比較早期的間冰期，有指全新世間冰期需要多16000年才完結，故人類世於較早時間發生並不正確。不過拉迪曼指這個比較的數據並不正確。

## 外部連結
- （英文）人类世工作组（页面存档备份，存于）
- （中文）端聞：人類活動讓地球進入了新的地質年代？ （页面存档备份，存于）
- （英文）New Scientist
- （英文）The Starving Oceans （页面存档备份，存于）
- （英文）Human-Driven Planet: Time to Make It Official?
- （英文）Encyclopedia of Earth （页面存档备份，存于）
- （英文）AGU
- （法文） Planétarisation, New era in the evolution of the world